# عماد بن يونس
عماد بن يونس، من مواليد 16 يونيو 1974، لاعب كرة قدم تونسي.
لعب مع عدة أندية منها النجم الرياضي الساحلي والنادي الرياضي الصفاقسي.شارك مع المنتخب التونسي في نهائيات كاس امم أفريقيا وفي كاس العالم
و قد لعب مع منتخب تونس لكرة القدم.

## روابط خارجية
- عماد بن يونس على موقع الاتحاد الدولي (مؤرشف)  (الإنجليزية)
- عماد بن يونس على موقع قاعدة بيانات كرة القدم.إي يو (الإنجليزية)
- عماد بن يونس على موقع ناشيونال فوتبول تيمز (الإنجليزية)
- عماد بن يونس على موقع عالم كرة القدم.نت (الإنجليزية)
- عماد بن يونس على موقع كووورة
- عماد بن يونس على موقع أوليمبيديا (الإنجليزية)